# Tehuana calzadae
|  | Per a altres significats, vegeu «Tehuana (vestit)». |

Tehuana calzadae és l'única espècie de planta amb flors del gènere monotípic Tehuana dins la família de les asteràcies (Asteraceae). és originària de Mèxic, d'Oaxaca i Tehuantepec.

## Descripció
És una planta herbàcia anual que pot atènyer entre 25 i 80 cm d'altura. Les fulles són peciolades, de forma entre ovada i oblonga, fan entre 35 i 100 mm de llargària i entre 15 i 60 mm d'amplada, amb el marge lleugerament serrat i la nervadura amb tres nervis principals, es disposen de manera oposada. Les flors es troben agrupades en capítols terminals, solitaris o agrupats en cimes paniculiformes, l'involucre acostuma a tenir dues fileres de bràctees desiguals. El receptacle és cònic però esdevé columnar amb el temps. Les flors ligulades, les exteriors, són femenines i amb la corol·la groga ataronjada i en nombre de 7 a 9. Els flòsculs, les flors interiors, són hermafrodites, n'hi ha entre 145 i 190 unitats, les perifèriques lirades, la resta tubulars, amb cinc lòbuls, la corol·la és verdosa a la base i groc ataronjat la resta. El fruit és un aqueni habitualment sense papus.

## Taxonomia
Aquesta espècie i el gènere Tehuana van ser publicats per primer cop l'any 1997 a la revista Systematic Botany pels botànics mexicans José L. Panero i José Luis Villaseñor.

### Etimologia
Tehuana fa referència als vestits acolorits típics que llueixen les dones de Tehuantepec, l'epítet calzadae és en honor a la primera persona que va collir la planta, Ismael Calzada.